# Paleodicotiledóneas
Paleodicotiledóneas o paleodicotas (del inglés palaeodicots) se usa a veces informalmente como nombre (Spichiger y Savolainen 1997, Leitch et al. 1998) para referirse a las dicotiledóneas no eudicotiledóneas.
Dentro de las angiospermas, el sistema APG II reconoce dos clados principales: las monocotas y las eudicotas (o tricolpadas), y dejando afuera a estos dos grupos principales queda un grupo basal remanente parafilético. 
Podría concebirse que un día se decidiese tratar a las paleodicotiledóneas como un taxón, en sistemas de clasificación que tengan en cuenta a los grupos parafiléticos (no es el caso del APG).

## Componentes del grupo
- "Paleodicotiledóneas", grupo parafilético
  - grupo "ANITA" (también parafilético)
    - Amborellales
    - Austrobaileyales
    - Nymphaeales

  - orden Chloranthales
  - clado Magnoliidae
    - orden Canellales
    - orden Laurales
    - orden Magnoliales
    - orden Piperales